# یواس‌اس اس‌سی-۶۹۴
یواس‌اس اس‌سی-۶۹۴ (به انگلیسی: USS SC-694) یک زیردریایی بود که طول آن ۱۱۰ فوت ۱۰ اینچ (۳۴ متر) بود. این زیردریایی در سال ۱۹۴۲ ساخته شد.